# Европа (митология)
Вижте пояснителната страница за други значения на Европа.
Европа (на гръцки: Εὐρώπη) – в древногръцката митология е дъщеря на финикийския цар Агенор, сестра на Кадъм. Според легендата, Зевс се явява пред Европа, докато тя играе с приятелки на брега на морето, в образа на бял бик и я отнася на остров Крит в древния град Гортина. Там той се превръща в прекрасен младеж и я прелъстява. Така се раждат синовете им Минос, Радамант и Сарпедон.
Впоследствие Европа се омъжва за Астерион, царят на Крит, който умирайки бездетен, оставя властта над острова на синовете на Европа от Зевс.
Митът за Европа, несъмнено, носи източния зооморфизъм, също както мита за Кадъм и Минотавъра. Освен в Крит, Европа е почитана и в Тива. Херодот рационализира мита за Европа и я счита за дъщеря на финикийски цар, която е отвлечена от критски търговци.
Похищението на Европа е сюжет на картини на известни художници и е изобразено и на гръцката монета от 2 евро.